# Kesselspitz
Kesselspitz – szczyt w Alpach Algawskich, części Alp Bawarskich. Leży na granicy między Niemcami (Bawarii), a Austrią (Tyrol).